# UFC 154
UFC 154: St-Pierre vs. Condit fue un evento de artes marciales mixtas celebrado por Ultimate Fighting Championship el 17 de noviembre de 2012 en el Bell Centre, en Montreal, Quebec, Canadá.

## Historia
UFC Primetime retornó para promover la pelea principal. UFC 154 fue visto en más de 350 cines en los Estados Unidos.
Fábio Maldonado fue brevemente vinculado a un posible combate contra Cyrille Diabaté. Sin embargo, Maldonado perdió contra Glover Teixeira en UFC 153, pelea en la que reemplazó a un lesionado Quinton Jackson. Más adelante se programó un enfrentamiento entre Diabaté y Chad Griggs.
La organización planificó una pelea entre Stephen Thompson y Besam Yousef. No obstante, Thompson se vio forzado a cancelar su participación debido a una lesión en la rodilla y fue sustituido por Matthew Riddle. Irónicamente, Yousef también sufrió una lesión y fue reemplazado por John Maguire.
Nick Ring y Costa Philippou iban a enfrentarse en este evento, pero el primero se enfermo en el mismo día de la contienda. Como consecuencia, la pelea fue cancelada. Esto favoreció a Mark Bocek y Rafael dos Anjos, pues el combate que iban a protagonizar fue movido a la tarjeta principal.

## Resultados
1. ↑  Por el campeonato de peso wélter de UFC.

## Premios extra
Cada peleador recibió un bono de $70,000.
- Pelea de la Noche: Georges St-Pierre vs. Carlos Condit
- KO de la Noche: Johny Hendricks
- Sumisión de la Noche: Iván Menjivar